# Корнеліус Раян
Корне́ліус Ра́ян (англ. Cornelius Ryan; 5 червня 1920, Дублін - 23 листопада 1974, Нью-Йорк) — ірландський та американський журналіст і письменник. Отримав світове визнання завдяки художньо-документальним творам, присвяченим окремим епізодам Другої світової війни.

## Біографія
Раян народився та виріс в Дубліні, закінчив християнську школу Synge Street CBS. Деякий час був прислужником в Церкві Святого Кевіна, і в той же час навчався грі на скрипці в Ірландській музичній академії в Дубліні.
У 1940 році Раян перебрався до Лондону, де почав працювати військовим кореспондентом для The Daily Telegraph.
Після Другої світової емігрував до США, де продовжував роботу журналістом в американських виданнях. В 1951 році Раян одружився з Кетрін Морган та отримав американське громадянство.

## Журналістика
Працюючи журналістом, Раян описував події повітряної війни в Європі, і навіть брав участь в 14 місіях бомбардувальників. Після висадки союзників у Нормандії приєднався до 3-ї армії США та висвітлював у пресі військові дії за її участі аж до травня 1945. 
Після закінчення війни на Європейському театрі бойових дії, Раян продовжує роботу як військовий кореспондент спочатку на Тихоокеанському театрі, а у 1946 - в Єрусалимі.
В 1947 році Раян отримав роботу у журналі Time, в зв'язку з чим емігрував до США, де продовжував репортажі з місць військових конфліктів.

## Письменницька діяльність
Під час подорожі до Нормандії в 1949 році, у Раяна виникло бажання розповісти світу детальну історію висадки союзників на півночі Франції. Він почав збирати інформацію й взяв близько тисячі інтерв`ю в учасників та свідків тих подій. 
Через сім років клопіткої роботи Раян почав написання роману "Найдовший день", що розповідала про події Дня Д очима його очевидців. Книгу було опубліковано в 1959 році.